# سباق 500 متر ضد الساعة للسيدات في بطولة الدراجات على المضمار
سباق 500 متر ضد الساعة للسيدات في بطولة الدراجات على المضمار هو أحد سباقات بطولة العالم للدراجات على المضمار للسيدات.

## الميداليات
| البطولة | الذهبية                                                   | الفضية                 | البرونزية                 |
| ------- | --------------------------------------------------------- | ---------------------- | ------------------------- |
| 1995    | فيليسيا بالينغر (FRA)                                     | Galina Yenuchina (RUS) | ميشيل فيريس (AUS)         |
| 1996    | فيليسيا بالينغر (2) (FRA)                                 | أنيت نيومان (GER)      | ميشيل فيريس (AUS)         |
| 1997    | فيليسيا بالينغر (3) (FRA)                                 | ميشيل فيريس (AUS)      | مجلي فور (FRA)            |
| 1998    | فيليسيا بالينغر (4) (FRA)                                 | تانيا دوبنيكوف (CAN)   | ميشيل فيريس (AUS)         |
| 1999    | فيليسيا بالينغر (5) (FRA)                                 | Jiang Cuihua (CHN)     | Ulrike Weichelt (GER)     |
| 2000    | ناتاليا تسيلينسكايا (BLR)                                 | Jiang Cuihua (CHN)     | Wang Yan (CHN)            |
| 2001    | نانسي كونتريراس (MEX)                                     | Lori-Ann Muenzer (CAN) | كاترين ماينكي (GER)       |
| 2002    | ناتاليا تسيلينسكايا (BLR)(2) formally ناتاليا تسيلينسكايا | نانسي كونتريراس (MEX)  | Kerrie Meares (AUS)       |
| 2003    | ناتاليا تسيلينسكايا (3) (BLR)                             | نانسي كونتريراس (MEX)  | Jiang Cuihua (CHN)        |
| 2004    | آنا مارس (AUS)                                            | جيانغ يونغ هوا (CHN)   | سيمونا كروبيكيت (LTU)     |
| 2005    | ناتاليا تسيلينسكايا (4) (BLR)                             | آنا مارس (AUS)         | Yvonne Hijgenaar (NED)    |
| 2006    | ناتاليا تسيلينسكايا (5) (BLR)                             | آنا مارس (AUS)         | ليساندرا غيرا (CUB)       |
| 2007    | آنا مارس (2) (AUS)                                        | ليساندرا غيرا (CUB)    | ناتاليا تسيلينسكايا (BLR) |
| 2008    | ليساندرا غيرا (CUB)                                       | سيمونا كروبيكيت (LTU)  | ساندي كلير (FRA)          |
| 2009    | سيمونا كروبيكيت (LTU)                                     | آنا مارس (AUS)         | فيكتوريا بندلتون (GBR)    |
| 2010    | آنا مارس (3) (AUS)                                        | سيمونا كروبيكيت (LTU)  | أولغا بانارينا (BLR)      |
| 2011    | أولغا بانارينا (BLR)                                      | ساندي كلير (FRA)       | ميريام ويلت (GER)         |
| 2012    | آنا مارس (4) (AUS)                                        | ميريام ويلت (GER)      | جيسيكا ورنيش (GBR)        |
| 2013    | لي واي سزي (HKG)                                          | ميريام ويلت (GER)      | بيكي جيمس (GBR)           |
| 2014    | ميريام ويلت (GER)                                         | آنا مارس (AUS)         | أناستازيا فوينوفا (RUS)   |
| 2015    | أناستازيا فوينوفا (RUS)                                   | آنا مارس (AUS)         | ميريام ويلت (GER)         |